# Leo Adler (Mediziner)
Leo Adler (geboren 20. Januar 1886 in Bochum; gestorben 19. Januar 1925 ebenda) war ein deutscher Pharmakologe, der an der Goethe-Universität Frankfurt lehrte.

## Leben
Adler wurde als Kind des jüdischen Kaufmanns Salomon Adler und seiner Frau Julie am 20. Januar 1886 in Bochum geboren. Seine Reifeprüfung legte er 1906 am Gymnasium in Bochum ab. Danach studierte Adler Medizin an den Universitäten von München, Erlangen, Berlin und Kiel. 1911 legte er sein Staatsexamen in München ab. 1912 promovierte Adler bei Ludwig Döderlein.
Von 1912 bis 1914 war er Assistent am Pathologischen Institut in Berlin. 1914 wechselte er zum Pharmakologischen Institut der Universität Frankfurt, wo er ab 1916 als Privatdozent tätig war. Nebenbei studierte er in München und Erlangen Naturwissenschaften. 1916 promovierte er bei Otto zur Strassen, im gleichen Jahr folgte seine Habilitation in Frankfurt am Main. Thema der Habilitationsschrift war Die Physiologie der Amphiebenschilddrüse. Als Professor für Pharmakologie forschte er auf dem Gebiet der Drüsen.
Adler starb einen Tag vor seinem 39. Geburtstag.

## Werke (Auswahl)
- Klinische Beobachtungen bei 70 Fällen von Tubargravidität. Müller & Steinicke, München 1911 (Dissertation).
- Untersuchungen über die Entstehung d. Amphibienneotenie. Pierersche Hofbuchdruckerei Stephan Giebel u. Colin Altenberg, Frankfurt am Main 1916 (Dissertation).
- Untersuchungen über pharmakologische und experimentell-pathologische Fragen.
- Über Wechselbeziehungen der Organe mit innerer Sekretion und deren Einfluss auf das Wachstum.